# Asura euprepioides
Asura euprepioides är en fjärilsart som beskrevs av Walker 1862. Asura euprepioides ingår i släktet Asura och familjen björnspinnare. Inga underarter finns listade i Catalogue of Life.